# 炭酸エステル

炭酸エステルの一般構造式

炭酸エステル（たんさんエステル、carbonate ester）は有機化学における官能基の一種で、炭酸の2つの水素原子をアルキル基で置き換えたものである。{\displaystyle {\ce {RO-C(=O)-OR'}}} の構造を持つ。
一般に酸性には強いが、塩基性条件下では容易に加水分解を受け、二酸化炭素とアルコールを発生する。
ホスゲンとアルコールの反応で合成するのが一般的である。炭酸ジフェニルとアルコールとのエステル交換反応、一酸化炭素とアルコールの金属触媒による反応なども用いられる。

## 誘導体
- 炭酸ジメチル、炭酸ジエチル、炭酸エチレン（エチレンカルボナート）、炭酸プロピレン（プロピレンカルボナート）は溶剤、電解液などとして利用される[2]。
- ポリカーボネート樹脂は、ビスフェノールAが炭酸エステル結合によって多数連結したものである。ビスフェノールAとホスゲンまたは炭酸ジフェニルとの反応で合成され、耐衝撃性・透明性などを生かして各分野に幅広く応用されている。
- 有機合成分野においては 1,2- および 1,3-ジオールの保護基として利用される。水酸化ナトリウム水溶液などの作用で脱保護できる。